# Frances Cleveland
Pour les articles homonymes, voir Cleveland (homonymie).
Frances Folsom Cleveland, née en 1864 à Buffalo et morte en 1947 à Baltimore, en sa qualité d'épouse du 22e et 24e président des États-Unis, Grover Cleveland, fut la « première dame » des États-Unis du 2 juin 1886 au 4 mars 1889 et du 4 mars 1893 au 4 mars 1897.
Elle avait 27 ans de moins que son mari.
C'est la première Première dame enceinte sous le mandat d'un président américain, chose qui ne se reproduira pas avant Jackie Kennedy, en 1963.
Elle apparaît aux yeux des Américains comme une « icône de la mode ».

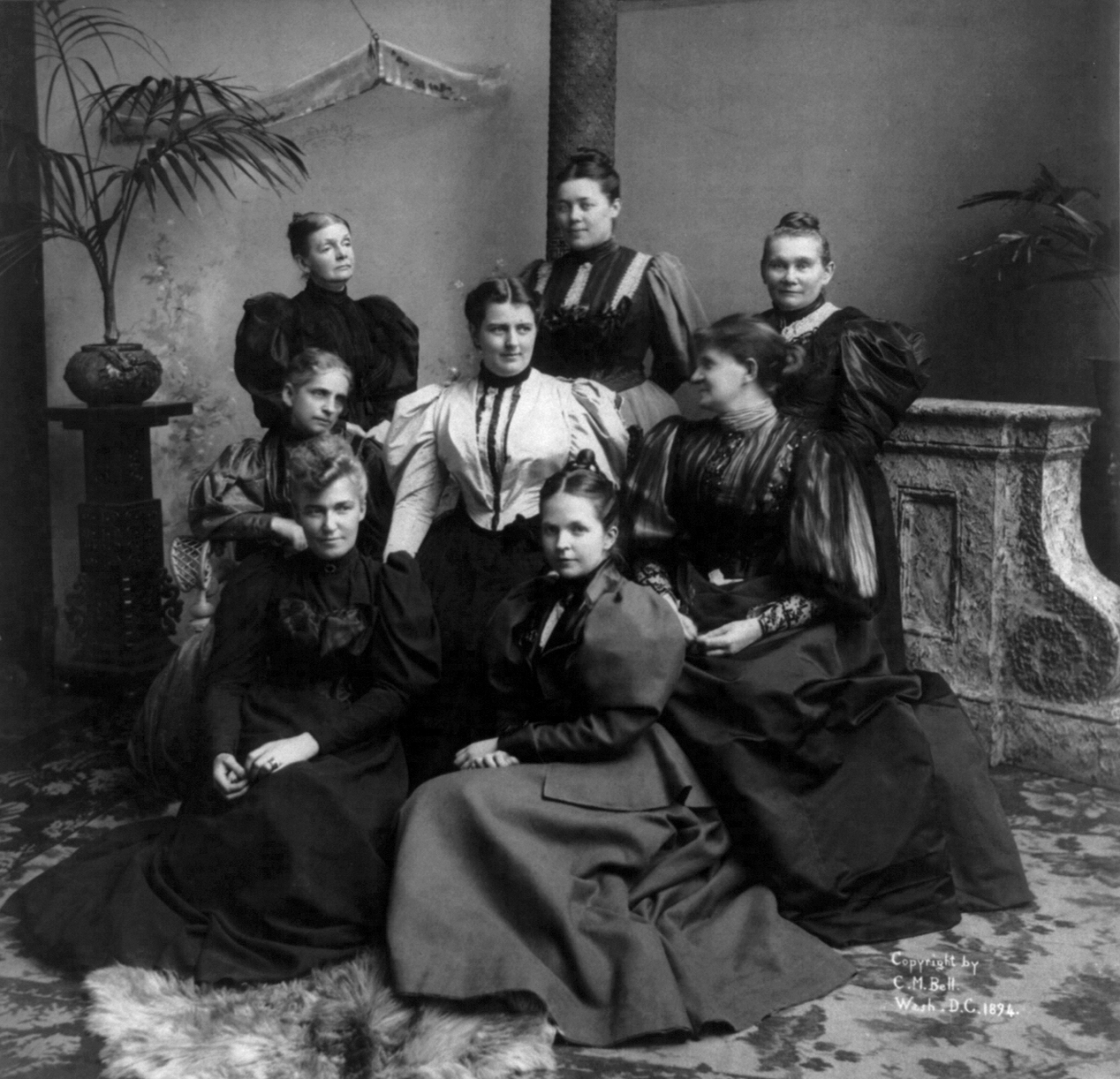
Frances Cleveland pose avec les femmes des membres du cabinet présidentiel (1894).

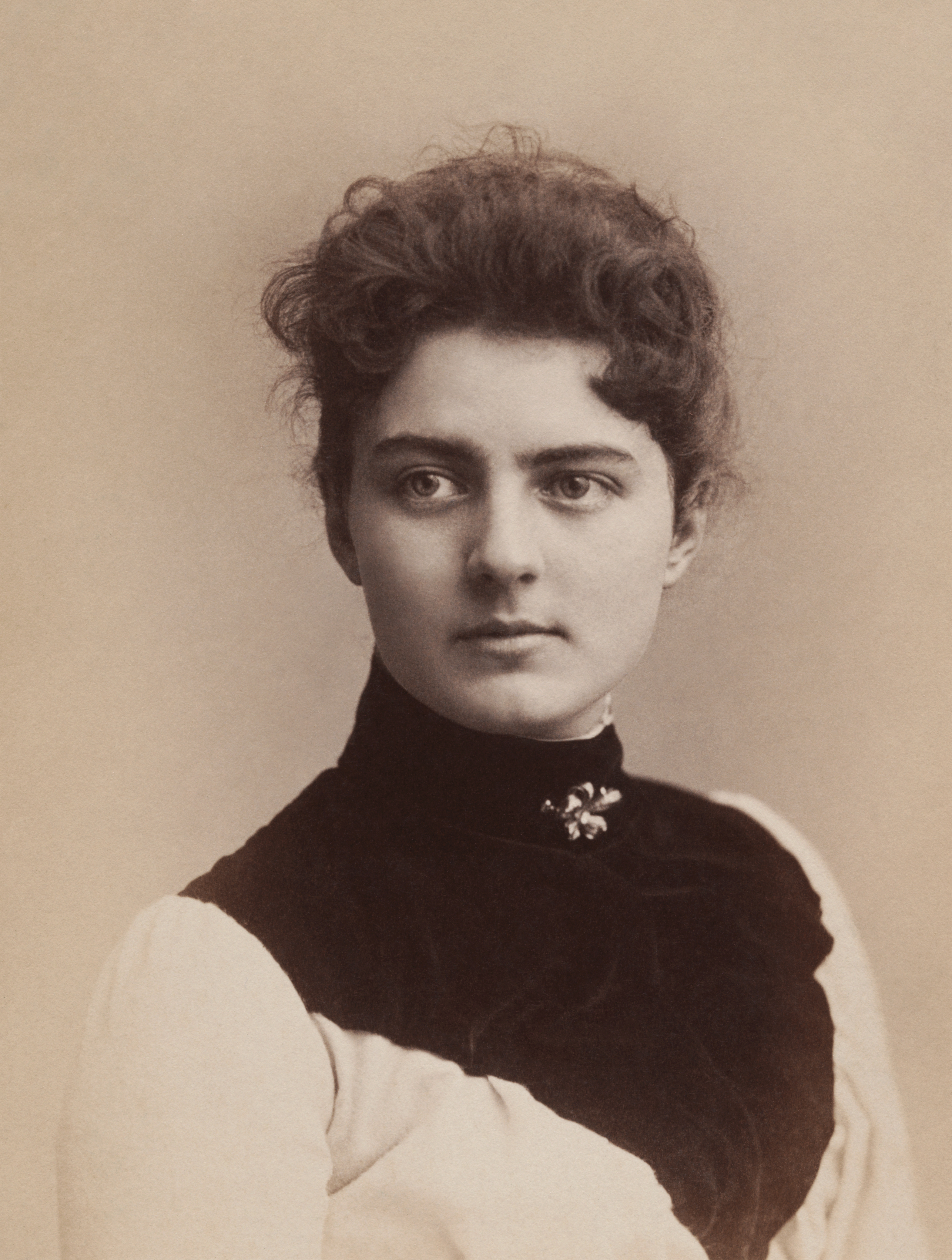
Frances Cleveland, 1884. Portrait de Charles Milton Bell conservé à la National Portrait Gallery (États-Unis).